# Cupiennius cubae
Espèce
Synonymes
- Ctenus impressus Franganillo, 1930
- Ctenus anclatus Franganillo, 1931
- Ctenus gigas Franganillo, 1931
- Ctenus variabilis Franganillo, 1931
- Cupiennius arboreus Franganillo, 1935
- Cupiennius pilosus Franganillo, 1935
- Cupiennius obscurus Bryant, 1940
- Ctenus pediculatus Franganillo, 1946

Cupiennius cubae est une espèce d'araignées aranéomorphes de la famille des Trechaleidae.

## Distribution
Cette espèce se rencontre à Cuba et du Costa Rica au Venezuela.

## Description
La femelle holotype mesure 20 mm.

## Étymologie
Son nom d'espèce lui a été donné en référence au lieu de sa découverte, Cuba.

## Publication originale
- Strand, 1909 : Neue oder wenig bekannte neotropische cteniforme Spinnen des Berliner Museums. Zoologische Jahrbücher, Abteilung für Systematik, Geographie und Biologie der Tiere, vol. 28, p. 401-428 (texte intégral).